# White City (Saskatchewan)
White City (littéralement ville blanche en anglais) est une ville-dortoir de Saskatchewan située à 10 kilometres (6 milles) à l'est de Regina, sur la route Transcanadienne. La localité est principalement habitée par des travailleurs de Regina.

## Histoire
White City commence avec les 80 acres (32 ha) de Johnstone Lipsett. La communauté devient un hameau en 1958, un village en 1967 et une ville en 2000.

## Démographie
| 2001  | 2006  | 2011  | 2016  |
| ----- | ----- | ----- | ----- |
| 1 101 | 1 113 | 1 899 | 3 099 |